# UAE Tour 2025
L' UAE Tour de 2025 serà la 7a edició de l'UAE Tour, prova de ciclisme de carretera que forma part de l'UCI WorldTour 2025. Es disputarà entre el 17 i el 23 de febrer als Emirats Àrabs Units i serà la tercera competició de la màxima categoria de ciclisme.

## Equips
Prendran part de la cursa els setze equips UCI WorldTeam que hi han de participar per obligació i quatre equips UCI ProTeam.
| WorldTeams (15)- Decathlon AG2R La Mondiale Team - EF Education-EasyPost - Intermarché-Wanty - Lidl-Trek - Movistar Team - Red Bull-BORA-hansgrohe - Soudal Quick-Step - Team Picnic-PostNL - Team Visma \| Lease a Bike - UAE Team Emirates XRG - Alpecin-Deceuninck - Bahrain-Victorious - Ineos Grenadiers - Team Jayco AlUla - XDS Astana Team ProTeams (5)- Israel-Premier Tech - Lotto - Solution Tech-Vini Fantini - Tudor Pro Cycling Team - VF Group-Bardiani CSF-Faizanè |
| |

## Etapes
Els participants hauran de recórrer 1.013,2 quilòmetres repartits entre 7 etapes, dues de les quals acabaran en alt i una altra serà una contrarellotge individual. Les altres quatre seran planes.
| Etapa    | Data      | Ciutats d'etapa                      | type                      | Distància (km) | Vencedor de l'etapa | Líder de la general |
| -------- | --------- | ------------------------------------ | ------------------------- | -------------- | ------------------- | ------------------- |
| 1a etapa | 17 de feb | Madinat Zayed – Al-Liwa              | etapa plana               | 138            | Jonathan Milan      | Jonathan Milan      |
| 2a etapa | 18 de feb | Al Ḩudayriyāt – Al Ḩudayriyāt        | contrarellotge individual | 12,2           | Joshua Tarling      | Joshua Tarling      |
| 3a etapa | 19 de feb | Ras al-Khaimah – Jabal Bil Ays       | etapa de muntanya         | 179            | Tadej Pogačar       | Tadej Pogačar       |
| 4a etapa | 20 de feb | Quidfa – Umm al-Qaiwain              | etapa plana               | 181            | Jonathan Milan      | Tadej Pogačar       |
| 5a etapa | 21 de feb | American University in Dubai – Dubai | etapa plana               | 160            | Tim Merlier         | Tadej Pogačar       |
| 6a etapa | 22 de feb | Abu Dhabi – Abu Dhabi                | etapa plana               | 167            | Tim Merlier         | Tadej Pogačar       |
| 7a etapa | 23 de feb | Al-Ain – Jebel Hafeet                | etapa de muntanya         | 176            | Tadej Pogačar       | Tadej Pogačar       |

## Desenvolupament de la cursa

### Etapa 1
17 de febrer: Madinat Zayed a Liwa, 138 km
| \| Classificació de l'etapa \| Classificació de l'etapa \| Classificació de l'etapa \| Classificació de l'etapa \| Classificació de l'etapa \| \| Corredor \| Corredor \| Equip \| Temps \| \| \| ------------------------ \| ------------------------ \| ------------------------ \| ------------------------ \| ------------------------ \| \| 1r \| Jonathan Milan \| Lidl-Trek \| 3h 31' 34" \| \| \| 2n \| Finn Fisher-Black \| Red Bull-Bora-Hansgrohe \| + 0" \| \| \| 3r \| Tobias Lund Andresen \| Team Picnic-PostNL \| + 0" \| \| \| 4t \| Lennert Van Eetvelt \| Lotto \| + 0" \| \| \| 5è \| Oscar Onley \| Team Picnic-PostNL \| + 0" \| \| \| 6è \| Aaron Gate \| XDS Astana Team \| + 0" \| \| \| 7è \| Harold Tejada \| XDS Astana Team \| + 0" \| \| \| 8è \| Lionel Taminiaux \| Lotto \| + 0" \| \| \| 9è \| Phil Bauhaus \| Bahrain Victorious \| + 0" \| \| \| 10è \| Tadej Pogačar \| UAE Team Emirates XRG \| + 0" \| \| |                      |                         |            |
| |                      |                         |            |
| |                      |                         |            |
| Classificació de l'etapa |                      |                         |            |
| Corredor | Corredor             | Equip                   | Temps      |
| 1r | Jonathan Milan       | Lidl-Trek               | 3h 31' 34" |
| 2n | Finn Fisher-Black    | Red Bull-Bora-Hansgrohe | + 0"       |
| 3r | Tobias Lund Andresen | Team Picnic-PostNL      | + 0"       |
| 4t | Lennert Van Eetvelt  | Lotto                   | + 0"       |
| 5è | Oscar Onley          | Team Picnic-PostNL      | + 0"       |
| 6è | Aaron Gate           | XDS Astana Team         | + 0"       |
| 7è | Harold Tejada        | XDS Astana Team         | + 0"       |
| 8è | Lionel Taminiaux     | Lotto                   | + 0"       |
| 9è | Phil Bauhaus         | Bahrain Victorious      | + 0"       |
| 10è | Tadej Pogačar        | UAE Team Emirates XRG   | + 0"       |

| \| Classificació general \| Classificació general \| Classificació general \| Classificació general \| Classificació general \| \| Corredor \| Corredor \| Equip \| Temps \| \| \| --------------------- \| --------------------- \| ----------------------- \| --------------------- \| --------------------- \| \| 1r \| Jonathan Milan \| Lidl-Trek \| 3h 31' 24" \| \| \| 2n \| Finn Fisher-Black \| Red Bull-Bora-Hansgrohe \| + 4" \| \| \| 3r \| Tobias Lund Andresen \| Team Picnic-PostNL \| + 6" \| \| \| 4t \| Lennert Van Eetvelt \| Lotto \| + 10" \| \| \| 5è \| Oscar Onley \| Team Picnic-PostNL \| + 10" \| \| \| 6è \| Aaron Gate \| XDS Astana Team \| + 10" \| \| \| 7è \| Harold Tejada \| XDS Astana Team \| + 10" \| \| \| 8è \| Lionel Taminiaux \| Lotto \| + 10" \| \| \| 9è \| Phil Bauhaus \| Bahrain Victorious \| + 10" \| \| \| 10è \| Tadej Pogačar \| UAE Team Emirates XRG \| + 10" \| \| |                      |                         |            |
| |                      |                         |            |
| |                      |                         |            |
| Classificació general |                      |                         |            |
| Corredor | Corredor             | Equip                   | Temps      |
| 1r | Jonathan Milan       | Lidl-Trek               | 3h 31' 24" |
| 2n | Finn Fisher-Black    | Red Bull-Bora-Hansgrohe | + 4"       |
| 3r | Tobias Lund Andresen | Team Picnic-PostNL      | + 6"       |
| 4t | Lennert Van Eetvelt  | Lotto                   | + 10"      |
| 5è | Oscar Onley          | Team Picnic-PostNL      | + 10"      |
| 6è | Aaron Gate           | XDS Astana Team         | + 10"      |
| 7è | Harold Tejada        | XDS Astana Team         | + 10"      |
| 8è | Lionel Taminiaux     | Lotto                   | + 10"      |
| 9è | Phil Bauhaus         | Bahrain Victorious      | + 10"      |
| 10è | Tadej Pogačar        | UAE Team Emirates XRG   | + 10"      |

### Etapa 2
18 de febrer - Al Ḩudayriyāt a Al Ḩudayriyāt, 12,2 km
| \| Classificació de l'etapa \| Classificació de l'etapa \| Classificació de l'etapa \| Classificació de l'etapa \| Classificació de l'etapa \| \| Corredor \| Corredor \| Equip \| Temps \| \| \| ------------------------ \| ----------------------------- \| -------------------------- \| ------------------------ \| ------------------------ \| \| 1r \| Joshua Tarling \| Ineos Grenadiers \| 12' 55" \| \| \| 2n \| Stefan Bissegger \| Decathlon-AG2R La Mondiale \| + 13" \| \| \| 3r \| Tadej Pogačar \| UAE Team Emirates XRG \| + 18" \| \| \| 4t \| Jay Vine \| UAE Team Emirates XRG \| + 21" \| \| \| 5è \| Max Walscheid \| Team Jayco AlUla \| + 24" \| \| \| 6è \| Pablo Castrillo Zapater \| Movistar Team \| + 27" \| \| \| 7è \| Iván Romeo Abad \| Movistar Team \| + 28" \| \| \| 8è \| Peio Bilbao López de Armentia \| Bahrain Victorious \| + 39" \| \| \| 9è \| Florian Vermeersch \| UAE Team Emirates XRG \| + 39" \| \| \| 10è \| Finn Fisher-Black \| Red Bull-Bora-Hansgrohe \| + 40" \| \| |                               |                            |         |
| |                               |                            |         |
| |                               |                            |         |
| Classificació de l'etapa |                               |                            |         |
| Corredor | Corredor                      | Equip                      | Temps   |
| 1r | Joshua Tarling                | Ineos Grenadiers           | 12' 55" |
| 2n | Stefan Bissegger              | Decathlon-AG2R La Mondiale | + 13"   |
| 3r | Tadej Pogačar                 | UAE Team Emirates XRG      | + 18"   |
| 4t | Jay Vine                      | UAE Team Emirates XRG      | + 21"   |
| 5è | Max Walscheid                 | Team Jayco AlUla           | + 24"   |
| 6è | Pablo Castrillo Zapater       | Movistar Team              | + 27"   |
| 7è | Iván Romeo Abad               | Movistar Team              | + 28"   |
| 8è | Peio Bilbao López de Armentia | Bahrain Victorious         | + 39"   |
| 9è | Florian Vermeersch            | UAE Team Emirates XRG      | + 39"   |
| 10è | Finn Fisher-Black             | Red Bull-Bora-Hansgrohe    | + 40"   |

| \| Classificació general \| Classificació general \| Classificació general \| Classificació general \| Classificació general \| \| Corredor \| Corredor \| Equip \| Temps \| \| \| --------------------- \| ----------------------------- \| -------------------------- \| --------------------- \| --------------------- \| \| 1r \| Joshua Tarling \| Ineos Grenadiers \| 3h 44' 29" \| \| \| 2n \| Stefan Bissegger \| Decathlon-AG2R La Mondiale \| + 13" \| \| \| 3r \| Tadej Pogačar \| UAE Team Emirates XRG \| + 18" \| \| \| 4t \| Jay Vine \| UAE Team Emirates XRG \| + 21" \| \| \| 5è \| Pablo Castrillo Zapater \| Movistar Team \| + 27" \| \| \| 6è \| Iván Romeo Abad \| Movistar Team \| + 28" \| \| \| 7è \| Finn Fisher-Black \| Red Bull-Bora-Hansgrohe \| + 34" \| \| \| 8è \| Peio Bilbao López de Armentia \| Bahrain Victorious \| + 39" \| \| \| 9è \| Bruno Armirail \| Decathlon-AG2R La Mondiale \| + 41" \| \| \| 10è \| Harold Tejada \| XDS Astana Team \| + 42" \| \| |                               |                            |            |
| |                               |                            |            |
| |                               |                            |            |
| Classificació general |                               |                            |            |
| Corredor | Corredor                      | Equip                      | Temps      |
| 1r | Joshua Tarling                | Ineos Grenadiers           | 3h 44' 29" |
| 2n | Stefan Bissegger              | Decathlon-AG2R La Mondiale | + 13"      |
| 3r | Tadej Pogačar                 | UAE Team Emirates XRG      | + 18"      |
| 4t | Jay Vine                      | UAE Team Emirates XRG      | + 21"      |
| 5è | Pablo Castrillo Zapater       | Movistar Team              | + 27"      |
| 6è | Iván Romeo Abad               | Movistar Team              | + 28"      |
| 7è | Finn Fisher-Black             | Red Bull-Bora-Hansgrohe    | + 34"      |
| 8è | Peio Bilbao López de Armentia | Bahrain Victorious         | + 39"      |
| 9è | Bruno Armirail                | Decathlon-AG2R La Mondiale | + 41"      |
| 10è | Harold Tejada                 | XDS Astana Team            | + 42"      |

### Etapa 3
19 de febrer — Ras el Khaïmah a Jabal Bil Ays, 179 km
| \| Classificació de l'etapa \| Classificació de l'etapa \| Classificació de l'etapa \| Classificació de l'etapa \| Classificació de l'etapa \| \| Corredor \| Corredor \| Equip \| Temps \| \| \| ------------------------ \| ------------------------ \| -------------------------- \| ------------------------ \| ------------------------ \| \| 1r \| Tadej Pogačar \| UAE Team Emirates XRG \| 4h 36' 04" \| \| \| 2n \| Oscar Onley \| Team Picnic-PostNL \| + 0" \| \| \| 3r \| Felix Gall \| Decathlon-AG2R La Mondiale \| + 0" \| \| \| 4t \| Lennert Van Eetvelt \| Lotto \| + 0" \| \| \| 5è \| Giulio Ciccone \| Lidl-Trek \| + 0" \| \| \| 6è \| Finn Fisher-Black \| Red Bull-Bora-Hansgrohe \| + 0" \| \| \| 7è \| Iván Romeo Abad \| Movistar Team \| + 4" \| \| \| 8è \| Pablo Castrillo Zapater \| Movistar Team \| + 4" \| \| \| 9è \| Matthew Riccitello \| Israel-Premier Tech \| + 4" \| \| \| 10è \| Paul Seixas \| Decathlon-AG2R La Mondiale \| + 4" \| \| |                         |                            |            |
| |                         |                            |            |
| |                         |                            |            |
| Classificació de l'etapa |                         |                            |            |
| Corredor | Corredor                | Equip                      | Temps      |
| 1r | Tadej Pogačar           | UAE Team Emirates XRG      | 4h 36' 04" |
| 2n | Oscar Onley             | Team Picnic-PostNL         | + 0"       |
| 3r | Felix Gall              | Decathlon-AG2R La Mondiale | + 0"       |
| 4t | Lennert Van Eetvelt     | Lotto                      | + 0"       |
| 5è | Giulio Ciccone          | Lidl-Trek                  | + 0"       |
| 6è | Finn Fisher-Black       | Red Bull-Bora-Hansgrohe    | + 0"       |
| 7è | Iván Romeo Abad         | Movistar Team              | + 4"       |
| 8è | Pablo Castrillo Zapater | Movistar Team              | + 4"       |
| 9è | Matthew Riccitello      | Israel-Premier Tech        | + 4"       |
| 10è | Paul Seixas             | Decathlon-AG2R La Mondiale | + 4"       |

| \| Classificació general \| Classificació general \| Classificació general \| Classificació general \| Classificació general \| \| Corredor \| Corredor \| Equip \| Temps \| \| \| --------------------- \| ----------------------------- \| ----------------------- \| --------------------- \| --------------------- \| \| 1r \| Tadej Pogačar \| UAE Team Emirates XRG \| 8h 20' 41" \| \| \| 2n \| Joshua Tarling \| Ineos Grenadiers \| + 18" \| \| \| 3r \| Pablo Castrillo Zapater \| Movistar Team \| + 23" \| \| \| 4t \| Iván Romeo Abad \| Movistar Team \| + 24" \| \| \| 5è \| Finn Fisher-Black \| Red Bull-Bora-Hansgrohe \| + 26" \| \| \| 6è \| Jay Vine \| UAE Team Emirates XRG \| + 33" \| \| \| 7è \| Giulio Ciccone \| Lidl-Trek \| + 34" \| \| \| 8è \| Peio Bilbao López de Armentia \| Bahrain Victorious \| + 35" \| \| \| 9è \| Harold Tejada \| XDS Astana Team \| + 38" \| \| \| 10è \| Lennert Van Eetvelt \| Lotto \| + 38" \| \| |                               |                         |            |
| |                               |                         |            |
| |                               |                         |            |
| Classificació general |                               |                         |            |
| Corredor | Corredor                      | Equip                   | Temps      |
| 1r | Tadej Pogačar                 | UAE Team Emirates XRG   | 8h 20' 41" |
| 2n | Joshua Tarling                | Ineos Grenadiers        | + 18"      |
| 3r | Pablo Castrillo Zapater       | Movistar Team           | + 23"      |
| 4t | Iván Romeo Abad               | Movistar Team           | + 24"      |
| 5è | Finn Fisher-Black             | Red Bull-Bora-Hansgrohe | + 26"      |
| 6è | Jay Vine                      | UAE Team Emirates XRG   | + 33"      |
| 7è | Giulio Ciccone                | Lidl-Trek               | + 34"      |
| 8è | Peio Bilbao López de Armentia | Bahrain Victorious      | + 35"      |
| 9è | Harold Tejada                 | XDS Astana Team         | + 38"      |
| 10è | Lennert Van Eetvelt           | Lotto                   | + 38"      |

### Etapa 4
20 de febrer — Qadfa a Oumm al Qaïwaïn, 181 km
| \| Classificació de l'etapa \| Classificació de l'etapa \| Classificació de l'etapa \| Classificació de l'etapa \| Classificació de l'etapa \| \| Corredor \| Corredor \| Equip \| Temps \| \| \| ------------------------ \| ------------------------ \| -------------------------- \| ------------------------ \| ------------------------ \| \| 1r \| Jonathan Milan \| Lidl-Trek \| 4h 03' 01" \| \| \| 2n \| Tim Merlier \| Soudal Quick-Step \| + 0" \| \| \| 3r \| Jasper Philipsen \| Alpecin-Deceuninck \| + 0" \| \| \| 4t \| Daniel McLay \| Team Visma \\| Lease a Bike \| + 0" \| \| \| 5è \| Fernando Gaviria Rendón \| Movistar Team \| + 0" \| \| \| 6è \| Fabio Jakobsen \| Team Picnic-PostNL \| + 0" \| \| \| 7è \| Dylan Groenewegen \| Team Jayco AlUla \| + 0" \| \| \| 8è \| Phil Bauhaus \| Bahrain Victorious \| + 0" \| \| \| 9è \| Steffen De Schuyteneer \| Lotto \| + 0" \| \| \| 10è \| Gerben Thijssen \| Intermarché-Wanty \| + 0" \| \| |                         |                            |            |
| |                         |                            |            |
| |                         |                            |            |
| Classificació de l'etapa |                         |                            |            |
| Corredor | Corredor                | Equip                      | Temps      |
| 1r | Jonathan Milan          | Lidl-Trek                  | 4h 03' 01" |
| 2n | Tim Merlier             | Soudal Quick-Step          | + 0"       |
| 3r | Jasper Philipsen        | Alpecin-Deceuninck         | + 0"       |
| 4t | Daniel McLay            | Team Visma \| Lease a Bike | + 0"       |
| 5è | Fernando Gaviria Rendón | Movistar Team              | + 0"       |
| 6è | Fabio Jakobsen          | Team Picnic-PostNL         | + 0"       |
| 7è | Dylan Groenewegen       | Team Jayco AlUla           | + 0"       |
| 8è | Phil Bauhaus            | Bahrain Victorious         | + 0"       |
| 9è | Steffen De Schuyteneer  | Lotto                      | + 0"       |
| 10è | Gerben Thijssen         | Intermarché-Wanty          | + 0"       |

| \| Classificació general \| Classificació general \| Classificació general \| Classificació general \| Classificació general \| \| Corredor \| Corredor \| Equip \| Temps \| \| \| --------------------- \| ----------------------------- \| ----------------------- \| --------------------- \| --------------------- \| \| 1r \| Tadej Pogačar \| UAE Team Emirates XRG \| 12h 23' 42" \| \| \| 2n \| Joshua Tarling \| Ineos Grenadiers \| + 18" \| \| \| 3r \| Pablo Castrillo Zapater \| Movistar Team \| + 23" \| \| \| 4t \| Iván Romeo Abad \| Movistar Team \| + 24" \| \| \| 5è \| Finn Fisher-Black \| Red Bull-Bora-Hansgrohe \| + 25" \| \| \| 6è \| Jay Vine \| UAE Team Emirates XRG \| + 33" \| \| \| 7è \| Giulio Ciccone \| Lidl-Trek \| + 34" \| \| \| 8è \| Peio Bilbao López de Armentia \| Bahrain Victorious \| + 35" \| \| \| 9è \| Harold Tejada \| XDS Astana Team \| + 38" \| \| \| 10è \| Lennert Van Eetvelt \| Lotto \| + 38" \| \| |                               |                         |             |
| |                               |                         |             |
| |                               |                         |             |
| Classificació general |                               |                         |             |
| Corredor | Corredor                      | Equip                   | Temps       |
| 1r | Tadej Pogačar                 | UAE Team Emirates XRG   | 12h 23' 42" |
| 2n | Joshua Tarling                | Ineos Grenadiers        | + 18"       |
| 3r | Pablo Castrillo Zapater       | Movistar Team           | + 23"       |
| 4t | Iván Romeo Abad               | Movistar Team           | + 24"       |
| 5è | Finn Fisher-Black             | Red Bull-Bora-Hansgrohe | + 25"       |
| 6è | Jay Vine                      | UAE Team Emirates XRG   | + 33"       |
| 7è | Giulio Ciccone                | Lidl-Trek               | + 34"       |
| 8è | Peio Bilbao López de Armentia | Bahrain Victorious      | + 35"       |
| 9è | Harold Tejada                 | XDS Astana Team         | + 38"       |
| 10è | Lennert Van Eetvelt           | Lotto                   | + 38"       |

### Etapa 5
20 de Universitat Americana de Dubai a Dubai, 160 km
| \| Classificació de l'etapa \| Classificació de l'etapa \| Classificació de l'etapa \| Classificació de l'etapa \| Classificació de l'etapa \| \| Corredor \| Corredor \| Equip \| Temps \| \| \| ------------------------ \| ------------------------ \| ------------------------ \| ------------------------ \| ------------------------ \| \| 1r \| Tim Merlier \| Soudal Quick-Step \| 3h 16' 55" \| \| \| 2n \| Matteo Malucelli \| XDS Astana Team \| + 0" \| \| \| 3r \| Jonathan Milan \| Lidl-Trek \| + 0" \| \| \| 4t \| Sam Welsford \| Red Bull-Bora-Hansgrohe \| + 0" \| \| \| 5è \| Oded Kogut \| Israel-Premier Tech \| + 0" \| \| \| 6è \| Maikel Zijlaard \| Tudor Pro Cycling Team \| + 0" \| \| \| 7è \| Danny van Poppel \| Red Bull-Bora-Hansgrohe \| + 0" \| \| \| 8è \| Phil Bauhaus \| Bahrain Victorious \| + 0" \| \| \| 9è \| Elmar Reinders \| Team Jayco AlUla \| + 0" \| \| \| 10è \| Luka Mezgec \| Team Jayco AlUla \| + 0" \| \| |                  |                         |            |
| |                  |                         |            |
| |                  |                         |            |
| Classificació de l'etapa |                  |                         |            |
| Corredor | Corredor         | Equip                   | Temps      |
| 1r | Tim Merlier      | Soudal Quick-Step       | 3h 16' 55" |
| 2n | Matteo Malucelli | XDS Astana Team         | + 0"       |
| 3r | Jonathan Milan   | Lidl-Trek               | + 0"       |
| 4t | Sam Welsford     | Red Bull-Bora-Hansgrohe | + 0"       |
| 5è | Oded Kogut       | Israel-Premier Tech     | + 0"       |
| 6è | Maikel Zijlaard  | Tudor Pro Cycling Team  | + 0"       |
| 7è | Danny van Poppel | Red Bull-Bora-Hansgrohe | + 0"       |
| 8è | Phil Bauhaus     | Bahrain Victorious      | + 0"       |
| 9è | Elmar Reinders   | Team Jayco AlUla        | + 0"       |
| 10è | Luka Mezgec      | Team Jayco AlUla        | + 0"       |

| \| Classificació general \| Classificació general \| Classificació general \| Classificació general \| Classificació general \| \| Corredor \| Corredor \| Equip \| Temps \| \| \| --------------------- \| ----------------------------- \| ----------------------- \| --------------------- \| --------------------- \| \| 1r \| Tadej Pogačar \| UAE Team Emirates XRG \| 15h 40' 34" \| \| \| 2n \| Joshua Tarling \| Ineos Grenadiers \| + 21" \| \| \| 3r \| Iván Romeo Abad \| Movistar Team \| + 27" \| \| \| 4t \| Finn Fisher-Black \| Red Bull-Bora-Hansgrohe \| + 28" \| \| \| 5è \| Jay Vine \| UAE Team Emirates XRG \| + 36" \| \| \| 6è \| Giulio Ciccone \| Lidl-Trek \| + 37" \| \| \| 7è \| Peio Bilbao López de Armentia \| Bahrain Victorious \| + 38" \| \| \| 8è \| Lennert Van Eetvelt \| Lotto \| + 38" \| \| \| 9è \| Harold Tejada \| XDS Astana Team \| + 41" \| \| \| 10è \| Oscar Onley \| Team Picnic-PostNL \| + 44" \| \| |                               |                         |             |
| |                               |                         |             |
| |                               |                         |             |
| Classificació general |                               |                         |             |
| Corredor | Corredor                      | Equip                   | Temps       |
| 1r | Tadej Pogačar                 | UAE Team Emirates XRG   | 15h 40' 34" |
| 2n | Joshua Tarling                | Ineos Grenadiers        | + 21"       |
| 3r | Iván Romeo Abad               | Movistar Team           | + 27"       |
| 4t | Finn Fisher-Black             | Red Bull-Bora-Hansgrohe | + 28"       |
| 5è | Jay Vine                      | UAE Team Emirates XRG   | + 36"       |
| 6è | Giulio Ciccone                | Lidl-Trek               | + 37"       |
| 7è | Peio Bilbao López de Armentia | Bahrain Victorious      | + 38"       |
| 8è | Lennert Van Eetvelt           | Lotto                   | + 38"       |
| 9è | Harold Tejada                 | XDS Astana Team         | + 41"       |
| 10è | Oscar Onley                   | Team Picnic-PostNL      | + 44"       |

### Etapa 6
20 de febrer — Abu Dhabi (ciutat) a Abu Dhabi, 167 km
| \| Classificació de l'etapa \| Classificació de l'etapa \| Classificació de l'etapa \| Classificació de l'etapa \| Classificació de l'etapa \| \| Corredor \| Corredor \| Equip \| Temps \| \| \| ------------------------ \| ------------------------ \| ------------------------------- \| ------------------------ \| ------------------------ \| \| 1r \| Tim Merlier \| Soudal Quick-Step \| 3h 44' 14" \| \| \| 2n \| Jasper Philipsen \| Alpecin-Deceuninck \| + 0" \| \| \| 3r \| Jonathan Milan \| Lidl-Trek \| + 0" \| \| \| 4t \| Max Walscheid \| Team Jayco AlUla \| + 0" \| \| \| 5è \| Fabio Jakobsen \| Team Picnic-PostNL \| + 0" \| \| \| 6è \| Dušan Rajović \| Team Solution Tech-Vini Fantini \| + 0" \| \| \| 7è \| Daniel Skerl \| Bahrain Victorious \| + 0" \| \| \| 8è \| Enrico Zanoncello \| VF Group-Bardiani CSF-Faizanè \| + 0" \| \| \| 9è \| Sam Welsford \| Red Bull-Bora-Hansgrohe \| + 0" \| \| \| 10è \| Steffen De Schuyteneer \| Lotto \| + 0" \| \| |                        |                                 |            |
| |                        |                                 |            |
| |                        |                                 |            |
| Classificació de l'etapa |                        |                                 |            |
| Corredor | Corredor               | Equip                           | Temps      |
| 1r | Tim Merlier            | Soudal Quick-Step               | 3h 44' 14" |
| 2n | Jasper Philipsen       | Alpecin-Deceuninck              | + 0"       |
| 3r | Jonathan Milan         | Lidl-Trek                       | + 0"       |
| 4t | Max Walscheid          | Team Jayco AlUla                | + 0"       |
| 5è | Fabio Jakobsen         | Team Picnic-PostNL              | + 0"       |
| 6è | Dušan Rajović          | Team Solution Tech-Vini Fantini | + 0"       |
| 7è | Daniel Skerl           | Bahrain Victorious              | + 0"       |
| 8è | Enrico Zanoncello      | VF Group-Bardiani CSF-Faizanè   | + 0"       |
| 9è | Sam Welsford           | Red Bull-Bora-Hansgrohe         | + 0"       |
| 10è | Steffen De Schuyteneer | Lotto                           | + 0"       |

| \| Classificació general \| Classificació general \| Classificació general \| Classificació general \| Classificació general \| \| Corredor \| Corredor \| Equip \| Temps \| \| \| --------------------- \| ----------------------------- \| ----------------------- \| --------------------- \| --------------------- \| \| 1r \| Tadej Pogačar \| UAE Team Emirates XRG \| 19h 24' 48" \| \| \| 2n \| Joshua Tarling \| Ineos Grenadiers \| + 21" \| \| \| 3r \| Iván Romeo Abad \| Movistar Team \| + 27" \| \| \| 4t \| Finn Fisher-Black \| Red Bull-Bora-Hansgrohe \| + 28" \| \| \| 5è \| Jay Vine \| UAE Team Emirates XRG \| + 36" \| \| \| 6è \| Giulio Ciccone \| Lidl-Trek \| + 37" \| \| \| 7è \| Peio Bilbao López de Armentia \| Bahrain Victorious \| + 38" \| \| \| 8è \| Lennert Van Eetvelt \| Lotto \| + 38" \| \| \| 9è \| Harold Tejada \| XDS Astana Team \| + 41" \| \| \| 10è \| Oscar Onley \| Team Picnic-PostNL \| + 44" \| \| |                               |                         |             |
| |                               |                         |             |
| |                               |                         |             |
| Classificació general |                               |                         |             |
| Corredor | Corredor                      | Equip                   | Temps       |
| 1r | Tadej Pogačar                 | UAE Team Emirates XRG   | 19h 24' 48" |
| 2n | Joshua Tarling                | Ineos Grenadiers        | + 21"       |
| 3r | Iván Romeo Abad               | Movistar Team           | + 27"       |
| 4t | Finn Fisher-Black             | Red Bull-Bora-Hansgrohe | + 28"       |
| 5è | Jay Vine                      | UAE Team Emirates XRG   | + 36"       |
| 6è | Giulio Ciccone                | Lidl-Trek               | + 37"       |
| 7è | Peio Bilbao López de Armentia | Bahrain Victorious      | + 38"       |
| 8è | Lennert Van Eetvelt           | Lotto                   | + 38"       |
| 9è | Harold Tejada                 | XDS Astana Team         | + 41"       |
| 10è | Oscar Onley                   | Team Picnic-PostNL      | + 44"       |

### Etapa 7
20 de febrer — Al-Ain a Jebel Hafeet, 176 km
| \| Classificació de l'etapa \| Classificació de l'etapa \| Classificació de l'etapa \| Classificació de l'etapa \| Classificació de l'etapa \| \| Corredor \| Corredor \| Equip \| Temps \| \| \| ------------------------ \| ----------------------------- \| ------------------------ \| ------------------------ \| ------------------------ \| \| 1r \| Tadej Pogačar \| UAE Team Emirates XRG \| 3h 43' 04" \| \| \| 2n \| Giulio Ciccone \| Lidl-Trek \| + 33" \| \| \| 3r \| Peio Bilbao López de Armentia \| Bahrain Victorious \| + 35" \| \| \| 4t \| Iván Romeo Abad \| Movistar Team \| + 49" \| \| \| 5è \| Oscar Onley \| Team Picnic-PostNL \| + 1' 16" \| \| \| 6è \| Pablo Castrillo Zapater \| Movistar Team \| + 1' 25" \| \| \| 7è \| Finn Fisher-Black \| Red Bull-Bora-Hansgrohe \| + 2' 05" \| \| \| 8è \| Junior Lecerf \| Soudal Quick-Step \| + 2' 11" \| \| \| 9è \| Patrick Konrad \| Lidl-Trek \| + 2' 31" \| \| \| 10è \| Ramses Debruyne \| Alpecin-Deceuninck \| + 2' 49" \| \| |                               |                         |            |
| |                               |                         |            |
| |                               |                         |            |
| Classificació de l'etapa |                               |                         |            |
| Corredor | Corredor                      | Equip                   | Temps      |
| 1r | Tadej Pogačar                 | UAE Team Emirates XRG   | 3h 43' 04" |
| 2n | Giulio Ciccone                | Lidl-Trek               | + 33"      |
| 3r | Peio Bilbao López de Armentia | Bahrain Victorious      | + 35"      |
| 4t | Iván Romeo Abad               | Movistar Team           | + 49"      |
| 5è | Oscar Onley                   | Team Picnic-PostNL      | + 1' 16"   |
| 6è | Pablo Castrillo Zapater       | Movistar Team           | + 1' 25"   |
| 7è | Finn Fisher-Black             | Red Bull-Bora-Hansgrohe | + 2' 05"   |
| 8è | Junior Lecerf                 | Soudal Quick-Step       | + 2' 11"   |
| 9è | Patrick Konrad                | Lidl-Trek               | + 2' 31"   |
| 10è | Ramses Debruyne               | Alpecin-Deceuninck      | + 2' 49"   |

| \| Classificació general \| Classificació general \| Classificació general \| Classificació general \| Classificació general \| \| Corredor \| Corredor \| Equip \| Temps \| \| \| --------------------- \| ----------------------------- \| --------------------- \| --------------------- \| --------------------- \| \| 1r \| Tadej Pogačar \| UAE Team Emirates XRG \| 23h 08' 42" \| \| \| 2n \| Giulio Ciccone \| Lidl-Trek \| + 1' 14" \| \| \| 3r \| Peio Bilbao López de Armentia \| Bahrain Victorious \| + 1' 19" \| \| |                               |                       |             |
| |                               |                       |             |
| |                               |                       |             |
| Classificació general |                               |                       |             |
| Corredor | Corredor                      | Equip                 | Temps       |
| 1r | Tadej Pogačar                 | UAE Team Emirates XRG | 23h 08' 42" |
| 2n | Giulio Ciccone                | Lidl-Trek             | + 1' 14"    |
| 3r | Peio Bilbao López de Armentia | Bahrain Victorious    | + 1' 19"    |

## Classificacions finals

### Classificació general
| \| Classificació general \| Classificació general \| Classificació general \| Classificació general \| Classificació general \| \| Corredor \| Corredor \| Equip \| Temps \| \| \| --------------------- \| ----------------------------- \| ----------------------- \| --------------------- \| --------------------- \| \| 1r \| Tadej Pogačar \| UAE Team Emirates XRG \| 23h 08' 00" \| \| \| 2n \| Giulio Ciccone \| Lidl-Trek \| + 1' 14" \| \| \| 3r \| Peio Bilbao López de Armentia \| Bahrain Victorious \| + 1' 19" \| \| \| 4t \| Iván Romeo Abad \| Movistar Team \| + 1' 26" \| \| \| 5è \| Oscar Onley \| Team Picnic-PostNL \| + 2' 10" \| \| \| 6è \| Finn Fisher-Black \| Red Bull-Bora-Hansgrohe \| + 2' 43" \| \| \| 7è \| Pablo Castrillo Zapater \| Movistar Team \| + 2' 59" \| \| \| 8è \| Junior Lecerf \| Soudal Quick-Step \| + 3' 49" \| \| \| 9è \| Harold Tejada \| XDS Astana Team \| + 3' 52" \| \| \| 10è \| Patrick Konrad \| Lidl-Trek \| + 4' 00" \| \| |                               |                         |             |
| |                               |                         |             |
| Font: ProCyclingStats |                               |                         |             |
| Classificació general |                               |                         |             |
| Corredor | Corredor                      | Equip                   | Temps       |
| 1r | Tadej Pogačar                 | UAE Team Emirates XRG   | 23h 08' 00" |
| 2n | Giulio Ciccone                | Lidl-Trek               | + 1' 14"    |
| 3r | Peio Bilbao López de Armentia | Bahrain Victorious      | + 1' 19"    |
| 4t | Iván Romeo Abad               | Movistar Team           | + 1' 26"    |
| 5è | Oscar Onley                   | Team Picnic-PostNL      | + 2' 10"    |
| 6è | Finn Fisher-Black             | Red Bull-Bora-Hansgrohe | + 2' 43"    |
| 7è | Pablo Castrillo Zapater       | Movistar Team           | + 2' 59"    |
| 8è | Junior Lecerf                 | Soudal Quick-Step       | + 3' 49"    |
| 9è | Harold Tejada                 | XDS Astana Team         | + 3' 52"    |
| 10è | Patrick Konrad                | Lidl-Trek               | + 4' 00"    |

### Classificacions secundàries
| Classificació de la muntanya | Classificació de la muntanya | Classificació de la muntanya | Classificació de la muntanya | Classificació de la muntanya |
| Corredor                     | Corredor                     | Equip                        | Punts                        |                              |
| ---------------------------- | ---------------------------- | ---------------------------- | ---------------------------- | ---------------------------- |

| Classificació de la muntanya | Classificació de la muntanya | Classificació de la muntanya | Classificació de la muntanya | Classificació de la muntanya |
| Corredor                     | Corredor                     | Equip                        | Punts                        |                              |
| ---------------------------- | ---------------------------- | ---------------------------- | ---------------------------- | ---------------------------- |

| Classificació per punts | Classificació per punts | Classificació per punts         | Classificació per punts | Classificació per punts |
| Corredor                | Corredor                | Equip                           | Punts                   |                         |
| ----------------------- | ----------------------- | ------------------------------- | ----------------------- | ----------------------- |
| 1r                      | Jonathan Milan          | Lidl-Trek                       | 81 pts                  |                         |
| 2n                      | Tadej Pogačar           | UAE Team Emirates XRG           | 62 pts                  |                         |
| 3r                      | Tim Merlier             | Soudal Quick-Step               | 59 pts                  |                         |
| 4t                      | Đorđe Đurić             | Team Solution Tech-Vini Fantini | 46 pts                  |                         |
| 5è                      | Carlos Samudio          | Team Solution Tech-Vini Fantini | 38 pts                  |                         |
| 6è                      | Manuele Tarozzi         | VF Group-Bardiani CSF-Faizanè   | 33 pts                  |                         |
| 7è                      | Oscar Onley             | Team Picnic-PostNL              | 30 pts                  |                         |
| 8è                      | Finn Fisher-Black       | Red Bull-Bora-Hansgrohe         | 29 pts                  |                         |
| 9è                      | Lennert Van Eetvelt     | Lotto                           | 26 pts                  |                         |
| 10è                     | Giulio Ciccone          | Lidl-Trek                       | 23 pts                  |                         |

| Classificació per punts | Classificació per punts | Classificació per punts         | Classificació per punts | Classificació per punts |
| Corredor                | Corredor                | Equip                           | Punts                   |                         |
| ----------------------- | ----------------------- | ------------------------------- | ----------------------- | ----------------------- |
| 1r                      | Jonathan Milan          | Lidl-Trek                       | 81 pts                  |                         |
| 2n                      | Tadej Pogačar           | UAE Team Emirates XRG           | 62 pts                  |                         |
| 3r                      | Tim Merlier             | Soudal Quick-Step               | 59 pts                  |                         |
| 4t                      | Đorđe Đurić             | Team Solution Tech-Vini Fantini | 46 pts                  |                         |
| 5è                      | Carlos Samudio          | Team Solution Tech-Vini Fantini | 38 pts                  |                         |
| 6è                      | Manuele Tarozzi         | VF Group-Bardiani CSF-Faizanè   | 33 pts                  |                         |
| 7è                      | Oscar Onley             | Team Picnic-PostNL              | 30 pts                  |                         |
| 8è                      | Finn Fisher-Black       | Red Bull-Bora-Hansgrohe         | 29 pts                  |                         |
| 9è                      | Lennert Van Eetvelt     | Lotto                           | 26 pts                  |                         |
| 10è                     | Giulio Ciccone          | Lidl-Trek                       | 23 pts                  |                         |

| Classificació del millor jove | Classificació del millor jove | Classificació del millor jove | Classificació del millor jove | Classificació del millor jove |
| Corredor                      | Corredor                      | Equip                         | Temps                         |                               |
| ----------------------------- | ----------------------------- | ----------------------------- | ----------------------------- | ----------------------------- |
| 1r                            | Iván Romeo Abad               | Movistar Team                 | 23h 10' 08"                   |                               |
| 2n                            | Oscar Onley                   | Team Picnic-PostNL            | + 44"                         |                               |
| 3r                            | Finn Fisher-Black             | Red Bull-Bora-Hansgrohe       | + 1' 17"                      |                               |
| 4t                            | Pablo Castrillo Zapater       | Movistar Team                 | + 1' 33"                      |                               |
| 5è                            | Junior Lecerf                 | Soudal Quick-Step             | + 2' 23"                      |                               |
| 6è                            | Lennert Van Eetvelt           | Lotto                         | + 3' 17"                      |                               |
| 7è                            | Georg Steinhauser             | EF Education-EasyPost         | + 3' 35"                      |                               |
| 8è                            | Matthew Riccitello            | Israel-Premier Tech           | + 4' 55"                      |                               |
| 9è                            | Alessandro Pinarello          | VF Group-Bardiani CSF-Faizanè | + 5' 55"                      |                               |
| 10è                           | Joshua Tarling                | Ineos Grenadiers              | + 6' 54"                      |                               |

| Classificació del millor jove | Classificació del millor jove | Classificació del millor jove | Classificació del millor jove | Classificació del millor jove |
| Corredor                      | Corredor                      | Equip                         | Temps                         |                               |
| ----------------------------- | ----------------------------- | ----------------------------- | ----------------------------- | ----------------------------- |
| 1r                            | Iván Romeo Abad               | Movistar Team                 | 23h 10' 08"                   |                               |
| 2n                            | Oscar Onley                   | Team Picnic-PostNL            | + 44"                         |                               |
| 3r                            | Finn Fisher-Black             | Red Bull-Bora-Hansgrohe       | + 1' 17"                      |                               |
| 4t                            | Pablo Castrillo Zapater       | Movistar Team                 | + 1' 33"                      |                               |
| 5è                            | Junior Lecerf                 | Soudal Quick-Step             | + 2' 23"                      |                               |
| 6è                            | Lennert Van Eetvelt           | Lotto                         | + 3' 17"                      |                               |
| 7è                            | Georg Steinhauser             | EF Education-EasyPost         | + 3' 35"                      |                               |
| 8è                            | Matthew Riccitello            | Israel-Premier Tech           | + 4' 55"                      |                               |
| 9è                            | Alessandro Pinarello          | VF Group-Bardiani CSF-Faizanè | + 5' 55"                      |                               |
| 10è                           | Joshua Tarling                | Ineos Grenadiers              | + 6' 54"                      |                               |

| Classificació per equips | Classificació per equips        | Classificació per equips | Classificació per equips |
| Equip                    | Equip                           | Temps                    |                          |
| ------------------------ | ------------------------------- | ------------------------ | ------------------------ |
| 1r                       | Movistar Team                   | 69h 35' 16"              |                          |
| 2n                       | Lidl-Trek                       | + 6' 03"                 |                          |
| 3r                       | Bahrain-Victorious              | + 7' 53"                 |                          |
| 4t                       | Red Bull-BORA-hansgrohe         | + 9' 43"                 |                          |
| 5è                       | Decathlon AG2R La Mondiale Team | + 10' 38"                |                          |

| Classificació per equips | Classificació per equips        | Classificació per equips | Classificació per equips |
| Equip                    | Equip                           | Temps                    |                          |
| ------------------------ | ------------------------------- | ------------------------ | ------------------------ |
| 1r                       | Movistar Team                   | 69h 35' 16"              |                          |
| 2n                       | Lidl-Trek                       | + 6' 03"                 |                          |
| 3r                       | Bahrain-Victorious              | + 7' 53"                 |                          |
| 4t                       | Red Bull-BORA-hansgrohe         | + 9' 43"                 |                          |
| 5è                       | Decathlon AG2R La Mondiale Team | + 10' 38"                |                          |

## Evolució de les classificacions
| Etapa    |                           | Vencedor _     | Classificació general | Punts          | Joves           | Metes volants   | Equip _                 |
| -------- | ------------------------- | -------------- | --------------------- | -------------- | --------------- | --------------- | ----------------------- |
| 1a etapa | etapa plana               | Jonathan Milan | Jonathan Milan        | Jonathan Milan | Jonathan Milan  | Manuele Tarozzi | Red Bull-BORA-hansgrohe |
| 2a etapa | contrarellotge individual | Joshua Tarling | Joshua Tarling        | Joshua Tarling | Joshua Tarling  | Manuele Tarozzi | Ineos Grenadiers        |
| 3a etapa | etapa de muntanya         | Tadej Pogačar  | Tadej Pogačar         | Tadej Pogačar  | Joshua Tarling  | Carlos Samudio  | Ineos Grenadiers        |
| 4a etapa | etapa plana               | Jonathan Milan | Tadej Pogačar         | Jonathan Milan | Joshua Tarling  | Đorđe Đurić     | Ineos Grenadiers        |
| 5a etapa | etapa plana               | Tim Merlier    | Tadej Pogačar         | Jonathan Milan | Joshua Tarling  | Đorđe Đurić     | Movistar Team           |
| 6a etapa | etapa plana               | Tim Merlier    | Tadej Pogačar         | Jonathan Milan | Joshua Tarling  | Đorđe Đurić     | Movistar Team           |
| 7a etapa | etapa de muntanya         | Tadej Pogačar  | Tadej Pogačar         | Jonathan Milan | Iván Romeo Abad | Đorđe Đurić     | Movistar Team           |
| Final    | Final                     |                | Tadej Pogačar         | Jonathan Milan | Iván Romeo Abad | Đorđe Đurić     | Movistar Team           |

## Participants
| Lotto LOT                      | Lotto LOT                    | Lotto LOT |
| ------------------------------ | ---------------------------- | --------- |
| Núm                            | Ciclista                     | Pos       |
| 1                              | Lennert Van Eetvelt (BEL)    | 11è       |
| 2                              | Lars Craps (BEL)             | NP-6      |
| 3                              | Logan Currie (NZL)           | 85è       |
| 4                              | Steffen De Schuyteneer (BEL) | 69è       |
| 5                              | Lionel Taminiaux (BEL)       | 107è      |
| 6                              | Reuben Thompson (NZL)        | 44è       |
| 7                              | Jonas Gregaard Wilsly (DEN)  | 104è      |
| Director esportiu: Mario Aerts |                              |           |

| Alpecin-Deceuninck ADC                              | Alpecin-Deceuninck ADC      | Alpecin-Deceuninck ADC |
| --------------------------------------------------- | --------------------------- | ---------------------- |
| Núm                                                 | Ciclista                    | Pos                    |
| 11                                                  | Jasper Philipsen (BEL)      | 77è                    |
| 12                                                  | Ramses Debruyne (BEL)       | 41è                    |
| 13                                                  | Silvan Dillier (SUI)        | 80è                    |
| 14                                                  | Robbe Ghys (BEL)            | 68è                    |
| 15                                                  | Timo Kielich (BEL)          | 49è                    |
| 16                                                  | Johan Price-Pejtersen (DEN) | 113è                   |
| 17                                                  | Jonas Rickaert (BEL)        | 53è                    |
| Director esportiu: Jens Keukeleire, Gianni Meersman |                             |                        |

| Bahrain Victorious TBV                              | Bahrain Victorious TBV              | Bahrain Victorious TBV |
| --------------------------------------------------- | ----------------------------------- | ---------------------- |
| Núm                                                 | Ciclista                            | Pos                    |
| 21                                                  | Peio Bilbao López de Armentia (ESP) | 3r                     |
| 22                                                  | Rainer Kepplinger (AUT)             | 13è                    |
| 23                                                  | Daniel Skerl (ITA)                  | 97è                    |
| 24                                                  | Phil Bauhaus (GER)                  | 71è                    |
| 25                                                  | Andrea Pasqualon (ITA)              | 59è                    |
| 26                                                  | Torstein Træen (NOR)                | DNF-7                  |
| 27                                                  | Max van der Meulen (NED)            | 37è                    |
| Director esportiu: Neil Stephens, Ioannis Tamuridis |                                     |                        |

| Decathlon-AG2R La Mondiale DAT                    | Decathlon-AG2R La Mondiale DAT | Decathlon-AG2R La Mondiale DAT |
| ------------------------------------------------- | ------------------------------ | ------------------------------ |
| Núm                                               | Ciclista                       | Pos                            |
| 31                                                | Bruno Armirail (FRA)           | 20è                            |
| 32                                                | Stefan Bissegger (SUI)         | 81è                            |
| 33                                                | Geoffrey Bouchard (FRA)        | 34è                            |
| 34                                                | Felix Gall (AUT)               | 18è                            |
| 35                                                | Rasmus Søjberg Pedersen (DEN)  | 86è                            |
| 36                                                | Gianluca Pollefliet (BEL)      | 110è                           |
| 37                                                | Paul Seixas (FRA)              | NP-6                           |
| Director esportiu: Cyril Dessel, Artūras Kasputis |                                |                                |

| EF Education-EasyPost EFE                     | EF Education-EasyPost EFE          | EF Education-EasyPost EFE |
| --------------------------------------------- | ---------------------------------- | ------------------------- |
| Núm                                           | Ciclista                           | Pos                       |
| 41                                            | Esteban Chaves Rubio (COL)         | 25è                       |
| 42                                            | Hugh Carthy (GBR)                  | 62è                       |
| 43                                            | Alastair MacKellar (AUS)           | 40è                       |
| 44                                            | Sean Quinn (USA) (ruta)            | NP-3                      |
| 45                                            | Jack Rootkin-Gray (GBR)            | DNF-7                     |
| 46                                            | Georg Steinhauser (GER)            | 12è                       |
| 47                                            | Jardi Christiaan van der Lee (NED) | 73è                       |
| Director esportiu: Tom Southam, Ken Vanmarcke |                                    |                           |

| Ineos Grenadiers IGD                              | Ineos Grenadiers IGD               | Ineos Grenadiers IGD |
| ------------------------------------------------- | ---------------------------------- | -------------------- |
| Núm                                               | Ciclista                           | Pos                  |
| 51                                                | Joshua Tarling (GBR) (crono)       | 21è                  |
| 52                                                | Jonathan Castroviejo Nicolás (ESP) | 50è                  |
| 53                                                | Kim Heiduk (GER)                   | 65è                  |
| 54                                                | Victor Langellotti (MON)           | NP-6                 |
| 55                                                | Michael Leonard (CAN)              | 74è                  |
| 56                                                | Carlos Rodríguez Cano (ESP)        | NP-7                 |
| 57                                                | Ben Swift (GBR)                    | 46è                  |
| Director esportiu: Leonardo Basso, Oliver Cookson |                                    |                      |

| Intermarché-Wanty IWA                                   | Intermarché-Wanty IWA | Intermarché-Wanty IWA |
| ------------------------------------------------------- | --------------------- | --------------------- |
| Núm                                                     | Ciclista              | Pos                   |
| 61                                                      | Gerben Kuypers (BEL)  | 58è                   |
| 62                                                      | Kevin Colleoni (ITA)  | 35è                   |
| 63                                                      | Kobe Goossens (BEL)   | 27è                   |
| 64                                                      | Simone Petilli (ITA)  | 42è                   |
| 65                                                      | Adrien Petit (FRA)    | DNF-7                 |
| 66                                                      | Gerben Thijssen (BEL) | 89è                   |
| 67                                                      | Gijs Van Hoecke (BEL) | 56è                   |
| Director esportiu: Steven De Neef, Pieter Vanspeybrouck |                       |                       |

| Israel-Premier Tech IPT                            | Israel-Premier Tech IPT         | Israel-Premier Tech IPT |
| -------------------------------------------------- | ------------------------------- | ----------------------- |
| Núm                                                | Ciclista                        | Pos                     |
| 71                                                 | Christopher Froome (GBR)        | DNF-7                   |
| 72                                                 | Pier-André Côté (CAN)           | 39è                     |
| 73                                                 | Jan Hirt (CZE)                  | 36è                     |
| 74                                                 | Oded Kogut (ISR) (ruta i crono) | 101è                    |
| 75                                                 | Aleksei Lutsenko (KAZ)          | 28è                     |
| 76                                                 | Nadav Raisberg (ISR)            | 47è                     |
| 77                                                 | Matthew Riccitello (USA)        | 17è                     |
| Director esportiu: Alexander Cataford, Dror Pekatz |                                 |                         |

| Lidl-Trek LTK                                  | Lidl-Trek LTK                        | Lidl-Trek LTK |
| ---------------------------------------------- | ------------------------------------ | ------------- |
| Núm                                            | Ciclista                             | Pos           |
| 81                                             | Giulio Ciccone (ITA)                 | 2n            |
| 82                                             | Simone Consonni (ITA)                | 102è          |
| 83                                             | Amanuel Gebrezgabihier (ERI) (crono) | 72è           |
| 84                                             | Daan Hoole (NED)                     | 33è           |
| 85                                             | Patrick Konrad (AUT)                 | 10è           |
| 86                                             | Jonathan Milan (ITA)                 | 78è           |
| 87                                             | Edward Theuns (BEL)                  | 90è           |
| Director esportiu: Adriano Baffi, Grégory Rast |                                      |               |

| Movistar Team MOV                       | Movistar Team MOV             | Movistar Team MOV |
| --------------------------------------- | ----------------------------- | ----------------- |
| Núm                                     | Ciclista                      | Pos               |
| 91                                      | Einer Rubio (COL)             | 16è               |
| 92                                      | William Barta (USA)           | 32è               |
| 93                                      | Pablo Castrillo Zapater (ESP) | 7è                |
| 94                                      | Davide Cimolai (ITA)          | 93è               |
| 95                                      | Fernando Gaviria Rendón (COL) | NP-6              |
| 96                                      | Manlio Moro (ITA)             | 84è               |
| 97                                      | Iván Romeo Abad (ESP)         | 4t                |
| Director esportiu: Pablo Lastras García |                               |                   |

| Red Bull-Bora-Hansgrohe RBH                       | Red Bull-Bora-Hansgrohe RBH     | Red Bull-Bora-Hansgrohe RBH |
| ------------------------------------------------- | ------------------------------- | --------------------------- |
| Núm                                               | Ciclista                        | Pos                         |
| 101                                               | Finn Fisher-Black (NZL) (crono) | 6è                          |
| 102                                               | Filip Maciejuk (POL)            | 82è                         |
| 103                                               | Ryan Mullen (IRL)               | 51è                         |
| 104                                               | Anton Palzer (GER)              | 31è                         |
| 105                                               | Danny van Poppel (NED)          | 61è                         |
| 106                                               | Sam Welsford (AUS)              | 99è                         |
| 107                                               | Ben Zwiehoff (GER)              | 24è                         |
| Director esportiu: Shane Archbold, Gregor Gazvoda |                                 |                             |

| Team Solution Tech-Vini Fantini TFT | Team Solution Tech-Vini Fantini TFT | Team Solution Tech-Vini Fantini TFT |
| ----------------------------------- | ----------------------------------- | ----------------------------------- |
| Núm                                 | Ciclista                            | Pos                                 |
| 111                                 | Kristian Sbaragli (ITA)             | 52è                                 |
| 112                                 | Đorđe Đurić (SRB)                   | 116è                                |
| 113                                 | Filippo Fortin (ITA)                | 91è                                 |
| 114                                 | Roberto González (PAN)              | 29è                                 |
| 115                                 | Lorenzo Quartucci (ITA)             | 26è                                 |
| 116                                 | Dušan Rajović (SRB)                 | 92è                                 |
| 117                                 | Carlos Samudio (PAN)                | 60è                                 |
| Director esportiu: Serge Parsani    |                                     |                                     |

| Soudal Quick-Step SOQ                              | Soudal Quick-Step SOQ    | Soudal Quick-Step SOQ |
| -------------------------------------------------- | ------------------------ | --------------------- |
| Núm                                                | Ciclista                 | Pos                   |
| 121                                                | Tim Merlier (BEL) (ruta) | 79è                   |
| 122                                                | Ayco Bastiaens (BEL)     | 103è                  |
| 123                                                | Josef Černý (CZE)        | 108è                  |
| 124                                                | Pascal Eenkhoorn (NED)   | 30è                   |
| 125                                                | Junior Lecerf (BEL)      | 8è                    |
| 126                                                | Casper Pedersen (DEN)    | 75è                   |
| 127                                                | Bert Van Lerberghe (BEL) | 94è                   |
| Director esportiu: Klaas Lodewyck, Geert Van Bondt |                          |                       |

| Team Jayco AlUla JAY                                 | Team Jayco AlUla JAY           | Team Jayco AlUla JAY |
| ---------------------------------------------------- | ------------------------------ | -------------------- |
| Núm                                                  | Ciclista                       | Pos                  |
| 131                                                  | Dylan Groenewegen (NED) (ruta) | NP-6                 |
| 132                                                  | Robert Donaldson (GBR)         | 67è                  |
| 133                                                  | Luke Durbridge (AUS) (ruta)    | 43è                  |
| 134                                                  | Chris Harper (AUS)             | NP-1                 |
| 135                                                  | Luka Mezgec (SLO)              | 96è                  |
| 136                                                  | Elmar Reinders (NED)           | 83è                  |
| 137                                                  | Max Walscheid (GER)            | 45è                  |
| Director esportiu: Tristan Hoffman, David McPartland |                                |                      |

| Team Picnic-PostNL TPP                        | Team Picnic-PostNL TPP     | Team Picnic-PostNL TPP |
| --------------------------------------------- | -------------------------- | ---------------------- |
| Núm                                           | Ciclista                   | Pos                    |
| 141                                           | Fabio Jakobsen (NED)       | 105è                   |
| 142                                           | Tobias Lund Andresen (DEN) | 57è                    |
| 143                                           | Alexander Edmondson (AUS)  | 64è                    |
| 144                                           | Enzo Leijnse (NED)         | 95è                    |
| 145                                           | Niklas Märkl (GER)         | 63è                    |
| 146                                           | Oscar Onley (GBR)          | 5è                     |
| 147                                           | Julius van den Berg (NED)  | 109è                   |
| Director esportiu: Roy Curvers, Joey van Rhee |                            |                        |

| Team Visma \| Lease a Bike TVL              | Team Visma \| Lease a Bike TVL | Team Visma \| Lease a Bike TVL |
| ------------------------------------------- | ------------------------------ | ------------------------------ |
| Núm                                         | Ciclista                       | Pos                            |
| 151                                         | Olav Kooij (NED)               | NP-2                           |
| 152                                         | Niklas Behrens (GER)           | DNF-7                          |
| 153                                         | Thomas Gloag (GBR)             | DNF-4                          |
| 154                                         | Bart Lemmen (NED)              | 23è                            |
| 155                                         | Daniel McLay (GBR)             | DNF-7                          |
| 156                                         | Tosh Van der Sande (BEL)       | 55è                            |
| 157                                         | Julien Vermote (BEL)           | NP-2                           |
| Director esportiu: Marc Reef, Jesper Mørkøv |                                |                                |

| Tudor Pro Cycling Team TUD                      | Tudor Pro Cycling Team TUD     | Tudor Pro Cycling Team TUD |
| ----------------------------------------------- | ------------------------------ | -------------------------- |
| Núm                                             | Ciclista                       | Pos                        |
| 161                                             | Michael Storer (AUS)           | 15è                        |
| 162                                             | Sebastian Kolze Changizi (DEN) | 117è                       |
| 163                                             | Arvid de Kleijn (NED)          | DNF-7                      |
| 164                                             | Arthur Kluckers (LUX)          | 100è                       |
| 165                                             | Alexander Krieger (GER)        | 115è                       |
| 166                                             | Hannes Wilksch (GER)           | 38è                        |
| 167                                             | Maikel Zijlaard (NED)          | DNF-7                      |
| Director esportiu: Marcel Sieberg, Boris Zimine |                                |                            |

| UAE Team Emirates XRG UAD                                    | UAE Team Emirates XRG UAD        | UAE Team Emirates XRG UAD |
| ------------------------------------------------------------ | -------------------------------- | ------------------------- |
| Núm                                                          | Ciclista                         | Pos                       |
| 171                                                          | Tadej Pogačar (SLO) (ruta)       | 1r                        |
| 172                                                          | Mikkel Bjerg (DEN)               | 112è                      |
| 173                                                          | Rune Herregodts (BEL)            | 48è                       |
| 174                                                          | Sebastián Molano Benavides (COL) | NP-2                      |
| 175                                                          | Domen Novak (SLO) (ruta)         | 76è                       |
| 176                                                          | Florian Vermeersch (BEL)         | 70è                       |
| 177                                                          | Jay Vine (AUS)                   | 14è                       |
| Director esportiu: Andrej Hauptman, Yousef Mirza Bani Hammad |                                  |                           |

| VF Group-Bardiani CSF-Faizanè VBF                       | VF Group-Bardiani CSF-Faizanè VBF | VF Group-Bardiani CSF-Faizanè VBF |
| ------------------------------------------------------- | --------------------------------- | --------------------------------- |
| Núm                                                     | Ciclista                          | Pos                               |
| 181                                                     | Filippo Fiorelli (ITA)            | 114è                              |
| 182                                                     | Federico Biagini (ITA)            | DNF-6                             |
| 183                                                     | Lorenzo Conforti (ITA)            | 111è                              |
| 184                                                     | Alessandro Pinarello (ITA)        | 19è                               |
| 185                                                     | Mattia Pinazzi (ITA)              | 106è                              |
| 186                                                     | Manuele Tarozzi (ITA)             | 98è                               |
| 187                                                     | Enrico Zanoncello (ITA)           | 87è                               |
| Director esportiu: Alessandro Donati, Roberto Reverberi |                                   |                                   |

| XDS Astana Team XAT                             | XDS Astana Team XAT           | XDS Astana Team XAT |
| ----------------------------------------------- | ----------------------------- | ------------------- |
| Núm                                             | Ciclista                      | Pos                 |
| 191                                             | Sergio Higuita García (COL)   | NP-5                |
| 192                                             | Aaron Gate (NZL)              | 54è                 |
| 193                                             | Florian Samuel Kajamini (ITA) | 22è                 |
| 194                                             | Matteo Malucelli (ITA)        | NP-7                |
| 195                                             | Ide Schelling (NED)           | 66è                 |
| 196                                             | Su Haoyu (CHN)                | 88è                 |
| 197                                             | Harold Tejada (COL)           | 9è                  |
| Director esportiu: Mark Renshaw, Peter Kennaugh |                               |                     |

| Lotto LOT                      | Lotto LOT                    | Lotto LOT |
| ------------------------------ | ---------------------------- | --------- |
| Núm                            | Ciclista                     | Pos       |
| 1                              | Lennert Van Eetvelt (BEL)    | 11è       |
| 2                              | Lars Craps (BEL)             | NP-6      |
| 3                              | Logan Currie (NZL)           | 85è       |
| 4                              | Steffen De Schuyteneer (BEL) | 69è       |
| 5                              | Lionel Taminiaux (BEL)       | 107è      |
| 6                              | Reuben Thompson (NZL)        | 44è       |
| 7                              | Jonas Gregaard Wilsly (DEN)  | 104è      |
| Director esportiu: Mario Aerts |                              |           |

| Alpecin-Deceuninck ADC                              | Alpecin-Deceuninck ADC      | Alpecin-Deceuninck ADC |
| --------------------------------------------------- | --------------------------- | ---------------------- |
| Núm                                                 | Ciclista                    | Pos                    |
| 11                                                  | Jasper Philipsen (BEL)      | 77è                    |
| 12                                                  | Ramses Debruyne (BEL)       | 41è                    |
| 13                                                  | Silvan Dillier (SUI)        | 80è                    |
| 14                                                  | Robbe Ghys (BEL)            | 68è                    |
| 15                                                  | Timo Kielich (BEL)          | 49è                    |
| 16                                                  | Johan Price-Pejtersen (DEN) | 113è                   |
| 17                                                  | Jonas Rickaert (BEL)        | 53è                    |
| Director esportiu: Jens Keukeleire, Gianni Meersman |                             |                        |

| Bahrain Victorious TBV                              | Bahrain Victorious TBV              | Bahrain Victorious TBV |
| --------------------------------------------------- | ----------------------------------- | ---------------------- |
| Núm                                                 | Ciclista                            | Pos                    |
| 21                                                  | Peio Bilbao López de Armentia (ESP) | 3r                     |
| 22                                                  | Rainer Kepplinger (AUT)             | 13è                    |
| 23                                                  | Daniel Skerl (ITA)                  | 97è                    |
| 24                                                  | Phil Bauhaus (GER)                  | 71è                    |
| 25                                                  | Andrea Pasqualon (ITA)              | 59è                    |
| 26                                                  | Torstein Træen (NOR)                | DNF-7                  |
| 27                                                  | Max van der Meulen (NED)            | 37è                    |
| Director esportiu: Neil Stephens, Ioannis Tamuridis |                                     |                        |

| Decathlon-AG2R La Mondiale DAT                    | Decathlon-AG2R La Mondiale DAT | Decathlon-AG2R La Mondiale DAT |
| ------------------------------------------------- | ------------------------------ | ------------------------------ |
| Núm                                               | Ciclista                       | Pos                            |
| 31                                                | Bruno Armirail (FRA)           | 20è                            |
| 32                                                | Stefan Bissegger (SUI)         | 81è                            |
| 33                                                | Geoffrey Bouchard (FRA)        | 34è                            |
| 34                                                | Felix Gall (AUT)               | 18è                            |
| 35                                                | Rasmus Søjberg Pedersen (DEN)  | 86è                            |
| 36                                                | Gianluca Pollefliet (BEL)      | 110è                           |
| 37                                                | Paul Seixas (FRA)              | NP-6                           |
| Director esportiu: Cyril Dessel, Artūras Kasputis |                                |                                |

| EF Education-EasyPost EFE                     | EF Education-EasyPost EFE          | EF Education-EasyPost EFE |
| --------------------------------------------- | ---------------------------------- | ------------------------- |
| Núm                                           | Ciclista                           | Pos                       |
| 41                                            | Esteban Chaves Rubio (COL)         | 25è                       |
| 42                                            | Hugh Carthy (GBR)                  | 62è                       |
| 43                                            | Alastair MacKellar (AUS)           | 40è                       |
| 44                                            | Sean Quinn (USA) (ruta)            | NP-3                      |
| 45                                            | Jack Rootkin-Gray (GBR)            | DNF-7                     |
| 46                                            | Georg Steinhauser (GER)            | 12è                       |
| 47                                            | Jardi Christiaan van der Lee (NED) | 73è                       |
| Director esportiu: Tom Southam, Ken Vanmarcke |                                    |                           |

| Ineos Grenadiers IGD                              | Ineos Grenadiers IGD               | Ineos Grenadiers IGD |
| ------------------------------------------------- | ---------------------------------- | -------------------- |
| Núm                                               | Ciclista                           | Pos                  |
| 51                                                | Joshua Tarling (GBR) (crono)       | 21è                  |
| 52                                                | Jonathan Castroviejo Nicolás (ESP) | 50è                  |
| 53                                                | Kim Heiduk (GER)                   | 65è                  |
| 54                                                | Victor Langellotti (MON)           | NP-6                 |
| 55                                                | Michael Leonard (CAN)              | 74è                  |
| 56                                                | Carlos Rodríguez Cano (ESP)        | NP-7                 |
| 57                                                | Ben Swift (GBR)                    | 46è                  |
| Director esportiu: Leonardo Basso, Oliver Cookson |                                    |                      |

| Intermarché-Wanty IWA                                   | Intermarché-Wanty IWA | Intermarché-Wanty IWA |
| ------------------------------------------------------- | --------------------- | --------------------- |
| Núm                                                     | Ciclista              | Pos                   |
| 61                                                      | Gerben Kuypers (BEL)  | 58è                   |
| 62                                                      | Kevin Colleoni (ITA)  | 35è                   |
| 63                                                      | Kobe Goossens (BEL)   | 27è                   |
| 64                                                      | Simone Petilli (ITA)  | 42è                   |
| 65                                                      | Adrien Petit (FRA)    | DNF-7                 |
| 66                                                      | Gerben Thijssen (BEL) | 89è                   |
| 67                                                      | Gijs Van Hoecke (BEL) | 56è                   |
| Director esportiu: Steven De Neef, Pieter Vanspeybrouck |                       |                       |

| Israel-Premier Tech IPT                            | Israel-Premier Tech IPT         | Israel-Premier Tech IPT |
| -------------------------------------------------- | ------------------------------- | ----------------------- |
| Núm                                                | Ciclista                        | Pos                     |
| 71                                                 | Christopher Froome (GBR)        | DNF-7                   |
| 72                                                 | Pier-André Côté (CAN)           | 39è                     |
| 73                                                 | Jan Hirt (CZE)                  | 36è                     |
| 74                                                 | Oded Kogut (ISR) (ruta i crono) | 101è                    |
| 75                                                 | Aleksei Lutsenko (KAZ)          | 28è                     |
| 76                                                 | Nadav Raisberg (ISR)            | 47è                     |
| 77                                                 | Matthew Riccitello (USA)        | 17è                     |
| Director esportiu: Alexander Cataford, Dror Pekatz |                                 |                         |

| Lidl-Trek LTK                                  | Lidl-Trek LTK                        | Lidl-Trek LTK |
| ---------------------------------------------- | ------------------------------------ | ------------- |
| Núm                                            | Ciclista                             | Pos           |
| 81                                             | Giulio Ciccone (ITA)                 | 2n            |
| 82                                             | Simone Consonni (ITA)                | 102è          |
| 83                                             | Amanuel Gebrezgabihier (ERI) (crono) | 72è           |
| 84                                             | Daan Hoole (NED)                     | 33è           |
| 85                                             | Patrick Konrad (AUT)                 | 10è           |
| 86                                             | Jonathan Milan (ITA)                 | 78è           |
| 87                                             | Edward Theuns (BEL)                  | 90è           |
| Director esportiu: Adriano Baffi, Grégory Rast |                                      |               |

| Movistar Team MOV                       | Movistar Team MOV             | Movistar Team MOV |
| --------------------------------------- | ----------------------------- | ----------------- |
| Núm                                     | Ciclista                      | Pos               |
| 91                                      | Einer Rubio (COL)             | 16è               |
| 92                                      | William Barta (USA)           | 32è               |
| 93                                      | Pablo Castrillo Zapater (ESP) | 7è                |
| 94                                      | Davide Cimolai (ITA)          | 93è               |
| 95                                      | Fernando Gaviria Rendón (COL) | NP-6              |
| 96                                      | Manlio Moro (ITA)             | 84è               |
| 97                                      | Iván Romeo Abad (ESP)         | 4t                |
| Director esportiu: Pablo Lastras García |                               |                   |

| Red Bull-Bora-Hansgrohe RBH                       | Red Bull-Bora-Hansgrohe RBH     | Red Bull-Bora-Hansgrohe RBH |
| ------------------------------------------------- | ------------------------------- | --------------------------- |
| Núm                                               | Ciclista                        | Pos                         |
| 101                                               | Finn Fisher-Black (NZL) (crono) | 6è                          |
| 102                                               | Filip Maciejuk (POL)            | 82è                         |
| 103                                               | Ryan Mullen (IRL)               | 51è                         |
| 104                                               | Anton Palzer (GER)              | 31è                         |
| 105                                               | Danny van Poppel (NED)          | 61è                         |
| 106                                               | Sam Welsford (AUS)              | 99è                         |
| 107                                               | Ben Zwiehoff (GER)              | 24è                         |
| Director esportiu: Shane Archbold, Gregor Gazvoda |                                 |                             |

| Team Solution Tech-Vini Fantini TFT | Team Solution Tech-Vini Fantini TFT | Team Solution Tech-Vini Fantini TFT |
| ----------------------------------- | ----------------------------------- | ----------------------------------- |
| Núm                                 | Ciclista                            | Pos                                 |
| 111                                 | Kristian Sbaragli (ITA)             | 52è                                 |
| 112                                 | Đorđe Đurić (SRB)                   | 116è                                |
| 113                                 | Filippo Fortin (ITA)                | 91è                                 |
| 114                                 | Roberto González (PAN)              | 29è                                 |
| 115                                 | Lorenzo Quartucci (ITA)             | 26è                                 |
| 116                                 | Dušan Rajović (SRB)                 | 92è                                 |
| 117                                 | Carlos Samudio (PAN)                | 60è                                 |
| Director esportiu: Serge Parsani    |                                     |                                     |

| Soudal Quick-Step SOQ                              | Soudal Quick-Step SOQ    | Soudal Quick-Step SOQ |
| -------------------------------------------------- | ------------------------ | --------------------- |
| Núm                                                | Ciclista                 | Pos                   |
| 121                                                | Tim Merlier (BEL) (ruta) | 79è                   |
| 122                                                | Ayco Bastiaens (BEL)     | 103è                  |
| 123                                                | Josef Černý (CZE)        | 108è                  |
| 124                                                | Pascal Eenkhoorn (NED)   | 30è                   |
| 125                                                | Junior Lecerf (BEL)      | 8è                    |
| 126                                                | Casper Pedersen (DEN)    | 75è                   |
| 127                                                | Bert Van Lerberghe (BEL) | 94è                   |
| Director esportiu: Klaas Lodewyck, Geert Van Bondt |                          |                       |

| Team Jayco AlUla JAY                                 | Team Jayco AlUla JAY           | Team Jayco AlUla JAY |
| ---------------------------------------------------- | ------------------------------ | -------------------- |
| Núm                                                  | Ciclista                       | Pos                  |
| 131                                                  | Dylan Groenewegen (NED) (ruta) | NP-6                 |
| 132                                                  | Robert Donaldson (GBR)         | 67è                  |
| 133                                                  | Luke Durbridge (AUS) (ruta)    | 43è                  |
| 134                                                  | Chris Harper (AUS)             | NP-1                 |
| 135                                                  | Luka Mezgec (SLO)              | 96è                  |
| 136                                                  | Elmar Reinders (NED)           | 83è                  |
| 137                                                  | Max Walscheid (GER)            | 45è                  |
| Director esportiu: Tristan Hoffman, David McPartland |                                |                      |

| Team Picnic-PostNL TPP                        | Team Picnic-PostNL TPP     | Team Picnic-PostNL TPP |
| --------------------------------------------- | -------------------------- | ---------------------- |
| Núm                                           | Ciclista                   | Pos                    |
| 141                                           | Fabio Jakobsen (NED)       | 105è                   |
| 142                                           | Tobias Lund Andresen (DEN) | 57è                    |
| 143                                           | Alexander Edmondson (AUS)  | 64è                    |
| 144                                           | Enzo Leijnse (NED)         | 95è                    |
| 145                                           | Niklas Märkl (GER)         | 63è                    |
| 146                                           | Oscar Onley (GBR)          | 5è                     |
| 147                                           | Julius van den Berg (NED)  | 109è                   |
| Director esportiu: Roy Curvers, Joey van Rhee |                            |                        |

| Team Visma \| Lease a Bike TVL              | Team Visma \| Lease a Bike TVL | Team Visma \| Lease a Bike TVL |
| ------------------------------------------- | ------------------------------ | ------------------------------ |
| Núm                                         | Ciclista                       | Pos                            |
| 151                                         | Olav Kooij (NED)               | NP-2                           |
| 152                                         | Niklas Behrens (GER)           | DNF-7                          |
| 153                                         | Thomas Gloag (GBR)             | DNF-4                          |
| 154                                         | Bart Lemmen (NED)              | 23è                            |
| 155                                         | Daniel McLay (GBR)             | DNF-7                          |
| 156                                         | Tosh Van der Sande (BEL)       | 55è                            |
| 157                                         | Julien Vermote (BEL)           | NP-2                           |
| Director esportiu: Marc Reef, Jesper Mørkøv |                                |                                |

| Tudor Pro Cycling Team TUD                      | Tudor Pro Cycling Team TUD     | Tudor Pro Cycling Team TUD |
| ----------------------------------------------- | ------------------------------ | -------------------------- |
| Núm                                             | Ciclista                       | Pos                        |
| 161                                             | Michael Storer (AUS)           | 15è                        |
| 162                                             | Sebastian Kolze Changizi (DEN) | 117è                       |
| 163                                             | Arvid de Kleijn (NED)          | DNF-7                      |
| 164                                             | Arthur Kluckers (LUX)          | 100è                       |
| 165                                             | Alexander Krieger (GER)        | 115è                       |
| 166                                             | Hannes Wilksch (GER)           | 38è                        |
| 167                                             | Maikel Zijlaard (NED)          | DNF-7                      |
| Director esportiu: Marcel Sieberg, Boris Zimine |                                |                            |

| UAE Team Emirates XRG UAD                                    | UAE Team Emirates XRG UAD        | UAE Team Emirates XRG UAD |
| ------------------------------------------------------------ | -------------------------------- | ------------------------- |
| Núm                                                          | Ciclista                         | Pos                       |
| 171                                                          | Tadej Pogačar (SLO) (ruta)       | 1r                        |
| 172                                                          | Mikkel Bjerg (DEN)               | 112è                      |
| 173                                                          | Rune Herregodts (BEL)            | 48è                       |
| 174                                                          | Sebastián Molano Benavides (COL) | NP-2                      |
| 175                                                          | Domen Novak (SLO) (ruta)         | 76è                       |
| 176                                                          | Florian Vermeersch (BEL)         | 70è                       |
| 177                                                          | Jay Vine (AUS)                   | 14è                       |
| Director esportiu: Andrej Hauptman, Yousef Mirza Bani Hammad |                                  |                           |

| VF Group-Bardiani CSF-Faizanè VBF                       | VF Group-Bardiani CSF-Faizanè VBF | VF Group-Bardiani CSF-Faizanè VBF |
| ------------------------------------------------------- | --------------------------------- | --------------------------------- |
| Núm                                                     | Ciclista                          | Pos                               |
| 181                                                     | Filippo Fiorelli (ITA)            | 114è                              |
| 182                                                     | Federico Biagini (ITA)            | DNF-6                             |
| 183                                                     | Lorenzo Conforti (ITA)            | 111è                              |
| 184                                                     | Alessandro Pinarello (ITA)        | 19è                               |
| 185                                                     | Mattia Pinazzi (ITA)              | 106è                              |
| 186                                                     | Manuele Tarozzi (ITA)             | 98è                               |
| 187                                                     | Enrico Zanoncello (ITA)           | 87è                               |
| Director esportiu: Alessandro Donati, Roberto Reverberi |                                   |                                   |

| XDS Astana Team XAT                             | XDS Astana Team XAT           | XDS Astana Team XAT |
| ----------------------------------------------- | ----------------------------- | ------------------- |
| Núm                                             | Ciclista                      | Pos                 |
| 191                                             | Sergio Higuita García (COL)   | NP-5                |
| 192                                             | Aaron Gate (NZL)              | 54è                 |
| 193                                             | Florian Samuel Kajamini (ITA) | 22è                 |
| 194                                             | Matteo Malucelli (ITA)        | NP-7                |
| 195                                             | Ide Schelling (NED)           | 66è                 |
| 196                                             | Su Haoyu (CHN)                | 88è                 |
| 197                                             | Harold Tejada (COL)           | 9è                  |
| Director esportiu: Mark Renshaw, Peter Kennaugh |                               |                     |